# Simone Breton
Pour les articles homonymes, voir Breton (homonymie).
Simone Breton, (dite aussi Simone Collinet) née Simone Rachel Kahn le 3 mai 1897 à Iquitos au Pérou et morte le 30 mars 1980 dans le 14e arrondissement de Paris, est une personnalité du groupe surréaliste parisien de 1921 à 1929, une galeriste et une militante marxiste. 

## Biographie
Simone Kahn est la fille de Félix Ferdinand Kahn et Anne-Blanche Lehmann, des juifs mosellans qui optent pour la nationalité française lors de l’annexion de l’Alsace-Lorraine en 1870.
Elle est née le 3 mai 1897 à Iquitos, au Pérou, la capitale du Loreto, un département d'Amazonie péruvienne où son père est un négociant spécialisé dans le commerce du caoutchouc. 
Ses parents rentrent à Paris en 1899. Le 3 octobre 1904 naît Janine, sa sœur cadette, qui épousera Raymond Queneau en 1928 . 
Elle fait ses études à l'École Villiers puis à la Sorbonne. Elle fréquente la librairie d'Adrienne Monnier et s'intéresse aux artistes d'avant-garde. Elle s'abonne à la revue Littérature créée par Louis Aragon, André Breton et Philippe Soupault en février 1919. Par l'intermédiaire de son amie Bianca Maklès, fiancée à Théodore Fraenkel, elle fait la connaissance d’André Breton au jardin du Luxembourg en juin 1920. Ils se marient le 15 septembre 1921 ; Paul Valéry est le témoin de Breton.
Avec sa cousine et confidente Denise Lévy (future femme de Pierre Naville) vivant à Strasbourg, elle commence une correspondance régulière (1919). Elle la tient au courant de ses rencontres, de ses lectures : « Connais-tu Oscar Wilde ? Connais-tu Stendhal ? Et André Gide ? Et Claudel ? Baudelaire ? Verlaine ? Aimes-tu Nietzsche ? Voilà des mondes, dans ces noms propres ! », des publications et des activités des dadas et des surréalistes. De même avec Breton, de sa rencontre à la rupture en 1929, elle aura une relation épistolaire conséquente à chaque fois qu'ils seront séparés. 
Si sa participation artistique au surréalisme se limite à un seul texte automatique publié dans le premier numéro de La Révolution surréaliste, ces échanges de lettres constituent une source irremplaçable de renseignements sur les activités du groupe, l’évolution de la pensée d’André Breton et les relations de ce dernier avec les autres surréalistes.

Contrairement aux autres femmes qui participent aux réunions des surréalistes, seule Simone Breton donne son avis, et Breton la questionne volontiers, « car elle [est] une petite encyclopédie vivante. [...] de tout le groupe, elle [est] la seule à avoir lu Le Capital de Karl Marx en entier. »
Après sa rencontre avec Suzanne Muzard (novembre 1927), André Breton demande le divorce (novembre 1929). Dès lors, Simone Breton rompt avec les surréalistes. Dans les années trente, elle mène une activité politique et fréquente les intellectuels de l'extrême gauche anti-stalinienne. En 1932, elle rencontre le professeur et sociologue Michel Collinet qu’elle épouse en 1938. Ils militent tous deux à la Gauche révolutionnaire puis au Parti socialiste ouvrier et paysan (PSOP). 
En 1948, elle dirige la galerie Artistes et Artisans, 31 rue de Seine à Paris, puis de 1954 à 1965, la galerie Furstenberg, 2 rue Furstenberg, où elle expose des artistes surréalistes ou influencés par le surréalisme, tels que Man Ray, Endre Rozsda, E. L. T. Mesens, Yolande Fièvre, William Copley, Jean-Jacques Lebel, etc.
Elle écrit également plusieurs textes sur l'art plastique surréaliste, dont celui d'une conférence qu'elle tient dans plusieurs pays d'Amérique latine, notamment au Pérou (1965). En 1975, pour le catalogue d'une exposition sur le Cadavre exquis organisée à la galerie Schwarz, elle écrit un texte précis et informatif sur l'origine de ce jeu.
Dans l'une de ses dernières lettres, elle remercie Sarane Alexandrian pour l'envoi de son ouvrage Le Surréalisme et le rêve :
« [...] je pense qu'il faudrait un langage spécial pour transcrire le rêve. Il met le rêveur en état affectif, en même temps qu'agissant ou subissant. Souvent dans une contradiction simultanée, une atmosphère vague où les choses apparaissent plutôt qu'elles n'existent [...] je trouve que les poèmes et les textes automatiques sont beaucoup plus ressemblants aux rêves que les récits que l'on donne [...] »
Une photo de Man Ray de 1922 ou 1923, prise pendant la période des sommeils, souvent reproduite, montre le groupe surréaliste, penché au-dessus d'une feuille tenue par Robert Desnos, et au milieu de ce groupe, Simone Breton, assise devant une machine à écrire.
Louis Aragon : « Elle vient du pays des oiseaux-mouches, ces petits éclairs de musique, elle ressemble au temps de tilleuls. ».